# Návrat do netopýří jeskyně: Adam a Burt po třiceti letech
Návrat do netopýří jeskyně: Adam a Burt po třiceti letech (v anglickém originále Return to the Batcave: The Misadventures of Adam and Burt) je americký televizní akční komediální film z roku 2003, který natočil režisér Paul A. Kaufman podle scénáře Duana Poolea. Hlavní role, sami sebe, ztvárnili herci Adam West a Burt Ward, veteráni ze seriálu Batman ze 60. let, kteří se vydávají pátrat po ukradeném Batmobilu. Filmem se prolínají flashbacky obou protagonistů, kteří vzpomínají na dobu před více než 30 lety. Premiérově byl snímek odvysílán na stanici CBS 9. března 2003. V Česku byl poprvé uveden v noci z 22. na 23. března 2007 (krátce po půlnoci) na TV Prima.

## Příběh
Herci Adam West a Burt Ward jsou pozváni na galavečer v automobilovém muzeu, odkud je jim před nosem ukraden originální Batmobil – upravené auto, ve kterém oba muži před více než 30 lety v rolích Batmana a Robina jezdili v televizním seriálu Batman. Společně se vydají po stopách, které jim zanechává neznámý protivník. Zároveň také vzpomínají na 60. léta, kdy spolu natáčeli seriál, který pro ně znamenal slávu, přízeň žen, radosti i smutné okamžiky.

## Obsazení
- Adam West (český dabing: Jaromír Meduna) jako Adam West
- Burt Ward (český dabing: Pavel Trávníček) jako Burt Ward
- Jack Brewer (český dabing: Filip Jančík) jako mladý Adam West / Batman
- Jason Marsden (český dabing: Petr Burian) jako mladý Burt Ward / Robin
- Lyle Waggoner (český dabing: Jaroslav Kaňkovský) jako Lyle Waggoner / vypravěč
- Lee Meriwether (český dabing: ?) jako servírka v bistru
- Frank Gorshin (český dabing: Bohumil Švarc) jako Frank Gorshin
- Julie Newmar (český dabing: Jana Altmannová) jako Julie Newmarová / majitelka arizonského baru

V dalších rolích se představili také Betty White (žena v okně), Amy Acker (Bonnie Lindseyová, manželka mladého Burta Warda), Brett Rickaby (mladý Frank Gorshin / Riddler), Curtis Armstrong (sluha Jerry), Jim Jansen (William Dozier) a Stacy Kamano (Nghara Frisbieová, bývalá manželka mladého Adama Westa).